# Sven Linder (konstnär)
Sven Johan Linder, född 17 augusti 1919 i Uppsala, död 20 juli 2007 i Vallentuna, var en svensk målare.
Han var son till handelsträdgårdsmästaren Karl Arvid Linder och Edla Widström samt från 1944 gift med Gerd Eva Pollack. Han utbildade sig till dekoratör vid Oskar Lundqvists dekorationsskola i Stockholm 1937 men var som konstnär huvudsakligen autodidakt. Han arbetade som reklamman och drev sitt konstnärskap som fritidssysselsättning men 1946 övergick han till att vara konstnär på heltid. Separat ställde han ut i bland annat Sala, Uppsala, Borlänge och Uddevalla. Tillsammans med Edvin Ollers ställde han ut i Motala och Skara. Han medverkade i samlingsutställningar med Uplands konstförening och var representerad i föreningens vandringsutställningar 1954–1955. Hans konst består av stilleben, figurer, porträtt och landskapsskildringar med motiv från svenska kustbandet och Uppsala-trakten i en lätt kubiserad stil utförda i olja, pastell eller akvarell. För L.E.A.-bolaget i Uppsala utförde han oljemålningen Från Syd till Nord. Han utförde även arbeten för lasaretten i Sundsvall och Uddevalla. 